# 婿養子
婿養子是基于父系傳承、女性无继承权产生的一種領養和婚姻繼承制度，又稱上門女婿，屬招贅的一種，即將贅婿的法律地位改為養子，而女兒則在法律上變成兒媳。此種情形，常見於漢族、白族、傣族、彝族、瑤族、大和族、琉球族。

## 歷史
漢族婿養子之俗，早在春秋戰國時代已經成形，如戰國時齊國的使臣淳于髡便是一名贅婿，後盛見於宋太宗時，當時劍南四川地區富人多招贅婿，按其所娶之女排行，並可繼承財產，這種制度是指「將贅婿作為養子」，崇儀副使郭載稱這種制度造成貧家都打發兒子去當婿養子，擾亂風俗教化，且屢屢造成富人家中，兒子與贅婿興訟。
古代日本多見於門閥名主、貴族等。當公卿貴冑、武士只有女兒，沒有兒子，或是兒子因故無法繼承產業，就可能會把女婿身份改作養子。琉球族在古代則多見於宗室、公侯、士族等。白族、彝族、瑤族以及現代大和族、琉球族則不限階層皆有出現婿養子。

### 名人
由於日本人非常重視家族香火的延續，盛行此俗，如日本戰國時期米澤藩家老直江兼續入贅直江家而繼承直江氏，柳河藩藩祖立花宗茂也迎娶立花誾千代成為了婿養子而繼承立花家，諸如此類的例子相當繁多。
近代如鈴木株式会社四代社長中，除了創始人鈴木道雄之外，全部都是婿養子。鈴木道雄傳予婿養子鈴木俊三，俊三退任後，由鈴木道雄的另外一個婿養子鈴木實治郎接班，實治郎退任後，又由鈴木俊三的婿養子鈴木修繼任。
古今名人諸如諾貝爾物理學獎得主湯川秀樹（舊姓小川），松下電器社長松下正治（舊姓平田）皆為婿養子。
大相撲第48代横綱力士大鵬幸喜以女兒納谷美繪子之夫貴鬥力忠茂為婿養子，並繼承大鵬經營的相撲部屋（道館）－大嶽部屋。但2010年時因貴鬥力長期的賭博問題（大相撲棒球賭博問題之一部分），而被大鵬要求與其女兒離婚，並同時解除婿養子之收養關係。

## 地位
實際上與一般入贅不同的是，婿養子在法律上和倫理上成為養子，按照女兒原來在家的排行，女兒的親兄弟姊妹視之為兄弟而非姊夫或妹夫。由於婿養子必定冠姓，或改從妻姓，所以子女的姓氏继承父姓時表面上看似子女随母姓，实质上是随父姓。而在亲戚称谓上，父亲的後姓为本宗，父亲的本姓为戚族，与一般聘娶婚情況相反。如前日本首相岸信介、佐藤榮作之父「岸秀助」由於是婿養子，改用妻姓「佐藤」，成為「佐藤秀助」，秀助生下了「信介」與「榮作」，而「信介」因為被過繼為岸家的養子，而改稱「岸信介」，「榮作」則為本家子弟，稱為「佐藤榮作」。岸信介雖然繼承父親的原姓，但在法律上，他是被過繼出去的。
在古時多數的贅婿地位，如同「兒媳」，不准許納妾；其妻才是一家之主。但婿養子的法律地位為養子，並非贅婿，故在古代亦可以納妾，但需以嫡子（正妻之子）作為繼承人。婿養子不仅在社会上享有與不入赘的男子一样的地位，而且还受到邻里乡亲，女方家成员、亲友的尊重，并如同兒子般，享有完全继承女方家财产的权利和赡养女方父母、照管年幼女方弟妹直到他们成长成人的義務。有的白族人家还有意把儿子“嫁”出去，讨姑爷进门，故民间还有“打发儿子招姑爷”的俗话。

## 儀式

### 白族
如果男子愿意到女方家，成為上门女婿，在征得双方父母同意后，訂婚时，女方家把男子及男方家长辈亲友数人邀请到家，由女方家在宴请宾客时，长辈要当着众亲友的面为他改姓。从此他就改用妻姓，不再使用原来的姓氏，并按女方家在家的排行定男子的排行。自此之后，男子结婚后在女方家成了一员，女方的兄弟姊妹只能稱他兄弟，禁忌把婿養子称为“姐夫”、“妹夫”或“姑爷”。

## 註腳
1. ↑  《史記》：「淳于髡者，齊之贅婿也。長不滿七尺，滑稽多辯，數使諸侯，未嘗屈辱。」
2. ↑  《續資治通鑑》：「宋太宗淳化元年，崇仪副使郭载上言：“臣前任使剑南，见川、峡富人多招赘婿，与所生子齿。富人死，即分其财，故贫人多舍亲而出赘，其伤风化而益争讼，望禁之。”」
3. ↑  【大相撲】元大嶽親方が離婚、元横綱大鵬との養子縁組も解消 産経新聞 2010年8月1日